# Rene Edward De Russy Hoyle

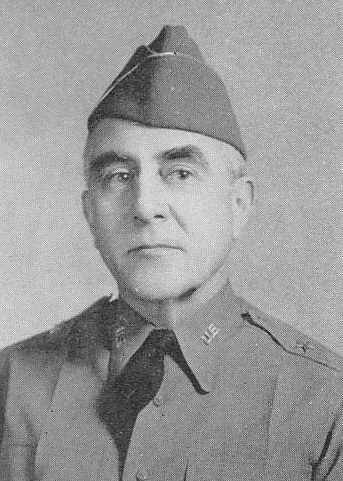
Rene Edward De Russy Hoyle

Rene Edward De Russy Hoyle (* 16. September 1883 in New York City, New York; † 1. November 1981 in West Haven, New Haven County, Connecticut) war ein Generalmajor der United States Army. Er war unter anderem Kommandeur der 9. Infanteriedivision.

## Leben
Rene Hoyle entstammte einer bekannten Familie mit militärischer Tradition. Sein Vater Eli D. Hoyle (1851–1921) diente unter anderem während des Ersten Weltkriegs als Brigadegeneral im US-Heer, wo er den Verschickungshafen auf Governors Island kommandierte. Sein Großvater mütterlicherseits war René Edward De Russy (1789–1865), der zwischen 1833 und 1838 Superintendent (Leiter) der United States Military Academy in West Point war. Nach dem Ende des Amerikanischen Bürgerkriegs wurde er posthum zum Brigadegeneral der regulären Armee befördert.

## Militärische Laufbahn
In den Jahren 1902 bis 1906 durchlief Rene Hoyle die United States Military Academy in West Point. Nach seiner Graduation wurde er als Leutnant der Feldartillerie zugeteilt. In der Armee durchlief er anschließend alle Offiziersränge vom Leutnant bis zum Zwei-Sterne-General.
Im Lauf seiner militärischen Karriere absolvierte Hoyle verschiedene Kurse und Schulungen. Dazu gehörten unter anderem die Mountain Service School (1909–1910), die Army Center of Artillery Studies in Treves in Frankreich (1919), das Command and General Staff College (1923–1924) und das United States Army War College (1926–1927).
In seinen jüngeren Jahren absolvierte er den für Offiziere in den niederen Rangstufen üblichen Dienst in unterschiedlichen Einheiten und Standorten. Dazu gehörten auch Aufgaben als Stabsoffizier in verschiedenen Hauptquartieren. Während des Ersten Weltkriegs war er zwischen November 1917 und Mai 1919 Stabsoffizier bei der School of Fire for Field Artillery in Fort Sill in Oklahoma.
In den 1920er Jahren setzte er seine Offizierslaufbahn fort. Zwischenzeitlich war er Dozent für Militärwissenschaft und Taktik an verschiedenen Militärschulen und an der Yale University. In den Jahren 1930 und 1931 war er Stabsoffizier beim 1. Feldartillerieregiment. Danach war er bis Juni 1935 Dozent an der Field Artillery School. Anschließend leitete er bis 1937 im Hauptquartier der Feldartillerie deren Personalabteilung (Personnel Officer, Office of Chief of Field Artillery). Er blieb dann bis 1939 in anderer Funktion im Stab des Hauptquartiers der Feldartillerie. Danach kommandierte er das 6. Feldartillerieregiment. Im Jahr 1940 wurde er zur 9. Infanteriedivision versetzt, deren Artillerie er bis August 1941 kommandierte. Danach erhielt er das Kommando über diese Division, das er zwischen August 1941 und Ende Juni 1942 innehatte. In diese Zeit fiel der amerikanische Eintritt in den Zweiten Weltkrieg. Hoyles 9. Infanteriedivision war zum Zeitpunkt seines Kommandos nicht am Kriegsgeschehen beteiligt.
Im weiteren Verlauf erhielt Rene Hoyle den Oberbefehl über das Field Artillery Replacement Training Center in Camp Roberts in Kalifornien. Dieses Amt hatte er zwischen 1942 und 1945 inne. Zu einem aktiven Kriegseinsatz im Zweiten Weltkrieg kam er nicht. Am 31. August 1945 trat er in den Ruhestand.

## Letzte Jahre
Der mit Christine Guilfoyle (1888–1967) verheiratete Offizier starb hochbetagt am 1. November 1981 und wurde auf dem amerikanischen Nationalfriedhof Arlington beigesetzt.

## Orden und Auszeichnungen
Rene Hoyle erhielt im Lauf seiner militärischen Laufbahn unter anderem die Army Distinguished Service Medal und den Orden Legion of Merit verliehen.